# Moses Ugbisie
Moses Ugbisie (* 11. Dezember 1964 in Uwherun) ist ein ehemaliger nigerianischer Sprinter, der sich auf den 400-Meter-Lauf spezialisiert hatte.
Den größten Erfolg seiner Karriere feierte er bei den Olympischen Spielen 1984 in Los Angeles. Die nigerianische 4-mal-400-Meter-Staffel in der Aufstellung Sunday Uti, Moses Ugbisie, Rotimi Peters und Innocent Egbunike gewann in 2:59,32 min die Bronzemedaille hinter den Mannschaften der USA (2:57,91 min) und Großbritanniens (2:59,13 min). Bei den Olympischen Spielen 1988 in Seoul belegte Ugbisie mit der Staffel den siebten Rang.
Seine besten Resultate im 400-Meter-Lauf erzielte Ugbisie mit dem Gewinn der Bronzemedaillen bei den Panafrikanischen Spielen 1987 in Nairobi und bei den Leichtathletik-Afrikameisterschaften 1988 in Annaba.
Moses Ugbisie ist 1,82 m groß und hatte ein Wettkampfgewicht von 76 kg.

## Bestleistungen
- 400 m: 45,30 s, 31. August 1987, Rom